# Historia de Internet

Glen Beck (fondo) y Betty Snyder Holberton (primer plano) programan el ENIAC en el edificio 328 del Laboratorio de Investigación Balística (BRL).

La historia de Internet se remonta al desarrollo de las redes de comunicación. La idea de una red de ordenadores creada para permitir la comunicación general entre usuarios de varias computadoras sea tanto desarrollos tecnológicos como la fusión de la infraestructura de la red ya existente y los sistemas de telecomunicaciones. La primera descripción documentada acerca de las interacciones sociales que podrían ser propiciadas a través del networking (trabajo en red) está contenida en una serie de memorandos escritos por J. C. R. Licklider, del Instituto Tecnológico de Massachusetts, en agosto de 1962, en los cuales Licklider discute sobre su concepto de Galactic Network (Red Galáctica). 
Las versiones más antiguas de estas ideas aparecieron a finales de los años cincuenta. Implementaciones prácticas de estos conceptos empezaron a finales de los ochenta y a lo largo de los noventa. En la década de 1990, tecnologías que reconoceríamos como las bases de la moderna Internet, empezaron a expandirse por todo el mundo. En los noventa se introdujo la World Wide Web (WWW), que se hizo común.
La infraestructura de Internet se esparció por el mundo, para crear la moderna red mundial de computadoras que hoy conocemos como internet. Atravesó los países occidentales e intentó una penetración en los países en desarrollo, creando un acceso mundial a información y comunicación sin precedentes, pero también una brecha digital en el acceso a esta nueva infraestructura. Internet también alteró la economía del mundo entero, incluyendo las implicaciones económicas de la burbuja.com.
Un método de conectar computadoras, prevalente sobre los demás, se basaba en el método de la computadora central o unidad principal, que simplemente consistía en permitir a sus terminales conectarse a través de largas líneas dedicadas. Este método se usaba en los años cincuenta por el Proyecto RAND para apoyar a investigadores como Herbert Simon, en Pittsburgh (Pensilvania), cuando colaboraba a través de todo el continente con otros investigadores de Santa Mónica (California) trabajando en demostración automática de teoremas e inteligencia artificial.
Un pionero fundamental en lo que se refiere a una red mundial, J. C. R. Licklider, comprendió la necesidad de una red mundial, según consta en su documento de enero, 1960, «Man-Computer Symbiosis» («Simbiosis Hombre-Computadora»).

Una red de muchos [ordenadores], conectados mediante líneas de comunicación de banda ancha" las cuales proporcionan "las funciones que existen hoy en día de las bibliotecas junto con anticipados avances en el guardado y adquisición de información y [otras] funciones simbióticas.
J. C. R Licklider

En octubre de 1962, Licklider fue nombrado jefe de la oficina de procesado de información ARPA, y empezó a formar un grupo informal dentro del DARPA del Departamento de Defensa de los Estados Unidos para investigaciones sobre ordenadores más avanzadas. Como parte del papel de la oficina de procesado de información, se instalaron tres terminales de redes: una para la System Development Corporation, en Santa Mónica (California), otra para el Proyecto Genie en la Universidad de California (Berkeley) y otra para el proyecto Multics en el Instituto Tecnológico de Massachusetts. La necesidad de Licklider de redes se haría evidente por los problemas que esto causó.

Para cada una de estas tres terminales, tenía tres diferentes juegos de comandos de usuario. Por tanto, si estaba hablando en red con alguien en la SDC y quería hablar con alguien que conocía en Berkeley o en el MIT sobre esto, tenía que irme de la terminal de la S.C.D., pasar y registrarme en la otra terminal para contactar con él.Dije, es obvio lo que hay que hacer: si tienes esas tres terminales, debería haber una terminal que fuese a donde sea que quisieras ir y en donde tengas interactividad. Esa idea es el ARPANet.
Robert W. Taylor, co-escritor, junto con Licklider, de "The Computer as a Communications Device" ("El ordenador como un dispositivo de comunicación"), en una entrevista con el New York Times

Como principal problema en lo que se refiere a las interconexiones está el conectar diferentes redes físicas para formar una sola red lógica. Durante la década de 1960, varios grupos trabajaron en el concepto de la conmutación de paquetes. Un paquete es un grupo de información que consta de dos partes: los datos propiamente dichos y la información de control, en la que está especificado la ruta a seguir a lo largo de la red hasta el destino del paquete. Mil octetos es el límite de longitud superior de los paquetes, y si la longitud es mayor el mensaje se fragmenta en otros paquetes. Normalmente se considera que Donald Davies (National Physical Laboratory), Paul Baran (Rand Corporation) lo han inventado simultáneamente.

## Cronología
| Año  | Evento |
| ---- | --- |
| 1958 | La compañía BELL crea el primer módem que permitía transmitir datos binarios sobre una línea telefónica simple.                                                                                         |
| 1962 | Inicio de investigaciones por parte de ARPA, una agencia del ministerio estadounidense de defensa, donde J. C. R. Licklider defiende exitosamente sus ideas relativas a una red global de computadoras. |
| 1967 | Primera conferencia sobre ARPANET |
| 1969 | Conexión de las primeras computadoras entre 4 universidades estadounidenses a través de la Interface Message Processor de Leonard Kleinrock                                                             |
| 1969 | El internet se abre al público. |
| 1971 | 23 computadoras son conectadas a ARPANET. Envío del primer correo electrónico por Ray Tomlinson. |
| 1972 | Nacimiento del InterNetworking Working Group, organización encargada de administrar Internet. |
| 1973 | Reino Unido y Noruega se adhieren a Internet, cada uno con una computadora. |
| 1979 | Creación de los NewsGroups (foros de discusión) por estudiantes estadounidenses. |
| 1981 | Definición del protocolo TCP/IP y de la palabra «Internet» |
| 1983 | Primer servidor de nombres de sitios. |
| 1984 | 1000 computadoras conectadas. |
| 1987 | 10000 computadoras conectadas. |
| 1989 | 100000 computadoras conectadas. |
| 1990 | Desaparición de ARPANET. Se crea el primer navegador web. |
| 1991 | Se anuncia públicamente la World Wide Web |
| 1992 | 1 millón de computadoras conectadas. |
| 1993 | Aparición del navegador web NCSA Mosaic Primer buscador de la historia, Wandex servía como un índice de páginas web.                                                                                    |
| 1994 | Nace la web invisible, la primera versión de la deep web. |
| 1996 | 10 millones de computadoras conectadas |
| 1998 | Nace Google. |
| 2001 | Explosión de la Burbuja.com. Nace la Wikipedia. |
| 2004 | Nace Facebook. |
| 2005 | Internet alcanza 1000 millones de usuarios y YouTube es creado |
| 2007 | La aparición del iPhone populariza la web móvil. |
| 2009 | Comienzos de la mensajería instantánea en teléfonos móviles. Nace WhatsApp. |

## Inicio
Los inicios de Internet remontan a los años 60. En plena guerra fría, Estados Unidos crea una red exclusivamente militar, con el objetivo de que, en el hipotético caso de un ataque ruso, se pudiera tener acceso a la información militar desde cualquier punto del país.
Esta red se creó en 1969 y se llamó ARPANET. En principio, la red contaba con 4 ordenadores distribuidos entre distintas universidades del país, Dos años después, ya contaba con unos 40 ordenadores conectados. Tanto fue el crecimiento de la red que su sistema de comunicación se quedó obsoleto. Entonces dos investigadores crearon el Protocolo TCP/IP, que se convirtió en el estándar de comunicaciones dentro de las redes informáticas (actualmente seguimos utilizando dicho protocolo).
ARPANET siguió creciendo y abriéndose al mundo, y cualquier persona con fines académicos o de investigación podía tener acceso a la red.
Las funciones militares se desligaron de ARPANET y fueron a parar a MILNET, una nueva red creada por los Estados Unidos.
La NSF (National Science Fundation) crea su propia red informática llamada NSFNET, que más tarde absorbe a ARPANET, creando así una gran red con propósitos científicos y académicos.
El desarrollo de las redes fue abismal, y se crean nuevas redes de libre acceso que más tarde se unen a NSFNET, formando el embrión de lo que hoy conocemos como INTERNET.
En 1962 Internet ya era una tecnología establecida, aunque conocida por unos pocos.
El autor William Gibson hizo una revelación: el término «ciberespacio».
En ese tiempo la red era básicamente textual, así que el autor se basó en los videojuegos. Con el tiempo la palabra «ciberespacio» terminó por ser sinónimo de Internet.
El desarrollo de NSFNET fue tal que hacia el año 1990 ya contaba con alrededor de 100 000 servidores.
En el Centro Europeo de Investigaciones Nucleares (CERN), Tim Berners Lee dirigía la búsqueda de un sistema de almacenamiento y recuperación de datos. Berners Lee retomó la idea de Ted Nelson (un proyecto llamado «Xanadú») de usar hipervínculos. Robert Caillau quien cooperó con el proyecto, cuenta que en 1990 deciden ponerle un nombre al sistema y lo llamaron World Wide Web (WWW) o telaraña mundial.
La nueva fórmula permitía vincular información en forma lógica y a través de las redes. El contenido se programaba en un lenguaje de hipertexto con «etiquetas» que asignaban una función a cada parte del contenido. Luego, un programa de computación, un intérprete, era capaz de leer esas etiquetas para desplegar la información. Ese intérprete sería conocido como «navegador» o «browser».
En 1993 Marc Andreesen produjo la primera versión del navegador «Mosaic», que permitió acceder con mayor naturalidad a la WWW.
La interfaz gráfica iba más allá de lo previsto y la facilidad con la que podía manejarse el programa abría la red a los legos. Poco después, Andreesen encabezó la creación del programa Netscape.
A partir de entonces, Internet comenzó a crecer más rápido que otro medio de comunicación, convirtiéndose en lo que hoy todos conocemos.
Algunos de los servicios disponibles en Internet aparte de la WEB son el acceso remoto a otras máquinas (SSH y telnet entre otras), transferencia de archivos (FTP), correo electrónico (SMTP), conversaciones en línea (IMSN MESSENGER, ICQ, YIM, AOL, jabber), transmisión de archivos (P2P, P2M, descarga directa), etc.
Podemos definir a Internet como una «red de redes», es decir, una red que no solo interconecta computadoras, sino que interconecta redes de ordenadores entre sí.
Una red de computadoras es un conjunto de máquinas que se comunican a través de algún medio (cable coaxial, fibra óptica, radiofrecuencia, líneas telefónicas, etc.) con el objeto de compartir recursos.
De esta manera, Internet sirve de enlace entre redes más pequeñas y permite ampliar su cobertura al hacerlas parte de una "red global". Esta red global tiene la característica de que utiliza un lenguaje común que garantiza la intercomunicación de los diferentes participantes; este lenguaje común o protocolo (un protocolo es el lenguaje que utilizan las computadoras al compartir recursos) se conoce como TCP/IP.
Así pues, Internet es la «red de redes» que utiliza TCP/IP como su protocolo de comunicación.
Internet es un acrónimo de INTERconected NETworks (Redes interconectadas).
Para otros, Internet es un acrónimo del inglés INTERnational NET, que traducido al español sería Red Mundial.
El TCP/IP es la base de Internet que sirve para enlazar computadoras que utilizan diferentes sistemas operativos, incluyendo PC, minicomputadoras y ordenadores centrales sobre redes de área local y área extensa. TCP/IP fue desarrollado y demostrado por primera vez en 1972 por el departamento de defensa de los Estados Unidos, ejecutándolo en ARPANET, una red de área extensa del departamento de defensa.

## TCP/IP en el mundo entero
La primera conexión ARPANET fuera de los Estados Unidos se hizo con NORSAR en Noruega en 1973, justo antes de las conexiones con Gran Bretaña. Estas conexiones se convirtieron en TCP/IP en 1982, un año antes el resto de las ARPANET.

### CERN, la Internet europea, el enlace al Pacífico y más allá
En 1984 América empezó a avanzar hacia un uso más general del TCP/IP, y se convenció al CERNET para que hiciera lo mismo. El CERNET, ya convertido, permaneció aislado del resto de Internet, formando una pequeña Internet interna. 
En 1988 Daniel Karrenberg, del Instituto Nacional de Investigación sobre Matemáticas e Informática de Ámsterdam, visitó a Ben Senegal, coordinador TCP/IP dentro del CERN; buscando consejo sobre la transición del lado europeo de la UUCP Usenet network, de la cual la mayor parte funcionaba sobre reexpedir una carta a Cisco para el hardware apropiado. Esto expandió la porción asiática de Internet sobre las redes UUCP existentes, y en 1989 CERN abrió su primera conexión TCP/IP externa. Esto coincidió con la creación de Réseaux IP Européens (RIPE), inicialmente un grupo de administradores de redes IP que se veían regularmente para llevar a cabo un trabajo coordinado. Más tarde, en 1992, RIPE estaba formalmente registrada como una cooperativa en Ámsterdam.
Al mismo tiempo que se producía el ascenso de la interconexión en Europa, se formaron conexiones hacia el ARPA y universidades australianas entre sí, basadas en varias tecnologías como  X.25 y UUCPNet. Estas estaban limitadas en sus conexiones a las redes globales, debido al coste de hacer conexiones de marcaje telefónico UUCP o X.25 individuales e internacionales. En 1990, las universidades australianas se unieron al empujón hacia los protocolos IP para unificar sus infraestructuras de redes. AARNet se formó en 1989 por el Comité del Vice-Canciller Australiano y proveyó una red basada en el protocolo IP dedicada a Australia.
En Asia, habiendo construido la JUNET, una red universitaria basada en UUCP en 1984, Japón continuó conectándose a NSFNet en 1989 e hizo de anfitrión en la reunión anual de The Internet Society, INET'92, en Kōbe. Singapur desarrolló TECHNET en 1990, y Tailandia consiguió una conexión a Internet global entre la Universidad de Chulalongkorn y UUNET en 1992.

## Apertura de la red al comercio
Aunque el uso comercial estaba prohibido, su definición exacta era subjetiva y no muy clara. Todo el mundo estaba de acuerdo en que una compañía enviando una factura a otra compañía era claramente uso comercial, pero cualquier otro asunto podía ser debatido. UUCPNet y la IPSS X.25 no tenían esas restricciones, que eventualmente verían la excepción oficial del uso de UUCPNet en conexiones ARPANET y NSFNet. A pesar de ello, algunas conexiones UUCP seguían conectándose a esas redes, puesto que los administradores hacían la vista gorda ante su funcionamiento.

Cantidad de servidores de Internet

 Durante los finales de los años ochenta se formaron las primeras compañías Internet Service Provider (ISP). Compañías como PSINet, UUNET, Netcom, y Portal Software se formaron para ofrecer servicios a las redes de investigación regional y dar un acceso alternativo a la red, correo electrónico basado en UUCP y Noticias Usenet al público. El primer ISP de marcaje telefónico, world.std.com, se inauguró en 1989.
Esto causó controversia entre los usuarios conectados a través de una universidad, que no aceptaban la idea del uso no educativo de sus redes. Los ISP comerciales fueron los que eventualmente bajaron los precios lo suficiente como para que los estudiantes y otras escuelas pudieran participar en los nuevos campos de educación e investigación.
Para el año 1990, ARPANET había sido superado y reemplazado por nuevas tecnologías de red, y el proyecto se clausuró. Tras la clausura de ARPANET, en 1994, NSFNet, actualmente ANSNET (Advanced Networks and Services, Redes y Servicios Avanzados) y tras permitir el acceso de organizaciones sin ánimo de lucro, perdió su posición como base fundamental de Internet. Ambos, el gobierno y los proveedores comerciales crearon sus propias infraestructuras e interconexiones. Los NAPs regionales se convirtieron en las interconexiones primarias entre la multitud de redes y al final terminaron las restricciones comerciales.

### IETF y un estándar para los estándares
Internet desarrolló una subcultura bastante significativa, dedicada a la idea de que Internet no está poseída ni controlada por una sola persona, compañía, grupo u organización. Aun así, se necesita algo de estandarización y control para el correcto funcionamiento de algo.
El procedimiento de la publicación del RFC liberal provocó la confusión en el proceso de estandarización de Internet, lo que condujo a una mayor formalización de los estándares oficialmente aceptados. El IETF empezó en enero de 1986 como una reunión trimestral de los muchos investigadores del gobierno de los Estados Unidos. En la cuarta reunión del IETF (octubre de 1986) se pidió a los representantes de vendedores no gubernamentales que empezaran a participar en esas reuniones.
La aceptación de un RFC por el Editor RFC para su publicación no lo estandariza automáticamente. Debe ser reconocido como tal por la IETF solo después de su experimentación, uso, y su aceptación como recurso útil para su propósito. Los estándares oficiales se numeran con un prefijo «STD» y un número, similar al estilo de nombramiento de RFCs. Aun así, incluso después de estandarizarse, normalmente la mayoría es referida por su número RFC.
En 1992, se formó una sociedad profesional, la Internet Society (Sociedad de Internet), y la IETF se transfirió a una división de la primera, como un cuerpo de estándares internacionales independiente.

### NIC, InterNIC, IANA e ICANN
Artículos principales: InterNIC, IANA e ICANN.
La primera autoridad central en coordinar la operación de la red fue la NIC (Network Information Centre) en el Stanford Research Institute (también llamado SRI International, en Menlo Park, California). En 1972, el manejo de estos problemas se transfirió a la reciente Agencia de Asignación de Números de Internet (Internet Assigned Numbers Authority, o IANA). En adición a su papel como editor RFC, Jon Postel trabajó como director de la IANA hasta su muerte en 1998.
Así como crecía la temprana ARPANet, se establecieron nombres como referencias a los hosts, y se distribuyó un archivo HOSTS.TXT desde SRI International a cada host en la red. Pero a medida que la red crecía, este sistema era menos práctico. Una solución técnica fue el Domain Name System, creado por Paul Mockapetris. La Defense Data Network - Network Information Center (DDN-NIC) en el SRI manejó todos los servicios de registro, incluyendo los dominios de nivel superior .mil, .gov, .edu, .org, .net, .com y .us, la administración del servidor raíz y la asignación de los números de Internet, bajo un contrato del Departamento de Defensa de los Estados Unidos. En 1991, la Agencia de Sistemas de Información de Defensa (Defense Information Systems Agency o DISA) transfirió la administración y mantenimiento de DDN-NIC (hasta ese momento manejado por SRI) a Government Systems, Inc., que lo subcontrató al pequeño sector privado Network Solutions, Inc.
Como a este punto en la historia la mayor parte del crecimiento de Internet venía de fuentes no militares, se decidió que el Departamento de Defensa ya no fundaría servicios de registro fuera del dominio de nivel superior .mil. En 1993 la National Science Foundation de los EE. UU., después de un competitivo proceso de puja en 1992, creó la InterNIC para tratar las localizaciones de las direcciones y el manejo de las bases de datos, y pasó el contrato a tres organizaciones. Los servicios de Registro los daría Network Solutions; los servicios de directorios y bases de datos, AT&T; y los de Información, General Atomics.
En 1998 tanto IANA como InterNIC se reorganizaron bajo el control de ICANN, una corporación de California sin ánimo de lucro, contratada por el Departamento de Comercio de Estados Unidos para manejar ciertas tareas relacionadas con Internet. El papel de operar el sistema DNS fue privatizado, y abierto a competición, mientras la gestión central de la asignación de nombres sería otorgada a través de contratos.

## Uso y cultura

### Correo electrónico y Usenet: El crecimiento de los foros de texto
Véanse artículos principales: correo electrónico y Usenet.
Se suele considerar el correo electrónico como la aplicación asesina de Internet; aunque realmente, el correo electrónico ya existía antes de Internet y fue una herramienta crucial en su creación. Empezó en 1965 como una aplicación de ordenadores centrales a tiempo compartido para que múltiples usuarios pudieran comunicarse. Aunque la historia no es clara, entre los primeros sistemas en tener una facilidad así se encuentran Q32, de SDC's, y CTSS del MIT.
La red de computadoras de ARPANET hizo una gran contribución en la evolución del correo electrónico. Existe un informe que indica transferencias de correo electrónico entre sistemas experimentales poco después de su creación. Ray Tomlinson inició el uso del signo  @ para separar los nombres del usuario y su máquina, en 1971.
Se desarrollaron protocolos para transmitir el correo electrónico entre grupos de ordenadores centrales a tiempo compartido sobre otros sistemas de transmisión, como UUCP y el sistema de correo electrónico VNET, de IBM. El correo electrónico podía pasarse así entre un gran número de redes, incluyendo ARPANET, BITNET y NSFNET, así como a hosts conectados directamente a otros sitios vía UUCP.
Además, UUCPnet trajo una manera de publicar archivos de texto que se pudieran leer por varios otros. El software News, desarrollado por Steve Daniels y Tom Truscott en 1979 se usarían para distribuir noticias mensajes como tablones de anuncios. Esto evolucionó rápidamente a los grupos de discusión con un gran rango de contenidos. En ARPANET y NSFNET, concretamente en la lista de correo de sflovers se crearon grupos de discusión similares por medio de listas de correo, que discutían asuntos técnicos y otros temas, como la ciencia ficción.

### Una biblioteca mundial: Del Gopher a la WWW
A medida que Internet creció durante los años 1980 y principios de los años 1990, mucha gente se dio cuenta de la creciente necesidad de poder encontrar y organizar ficheros e información. Los proyectos como Gopher, WAIS, y la FTP Archive list intentaron crear maneras de organizar datos distribuidos. Desafortunadamente, estos proyectos se quedaron cortos en poder alojar todos los tipos de datos existentes y en poder crecer sin cuellos de botella.
Uno de los paradigmas de interfaz de usuario más prometedores durante este periodo fue el hipertexto. La tecnología había sido inspirada por el «Memex» de Vannevar Bush y desarrollado a través de la investigación de Ted Nelson en el Proyecto Xanadu y la investigación de Douglas Engelbart en el NLS. Muchos pequeños sistemas de hipertexto propios se habían creado anteriormente, como el HyperCard de Apple Computer.

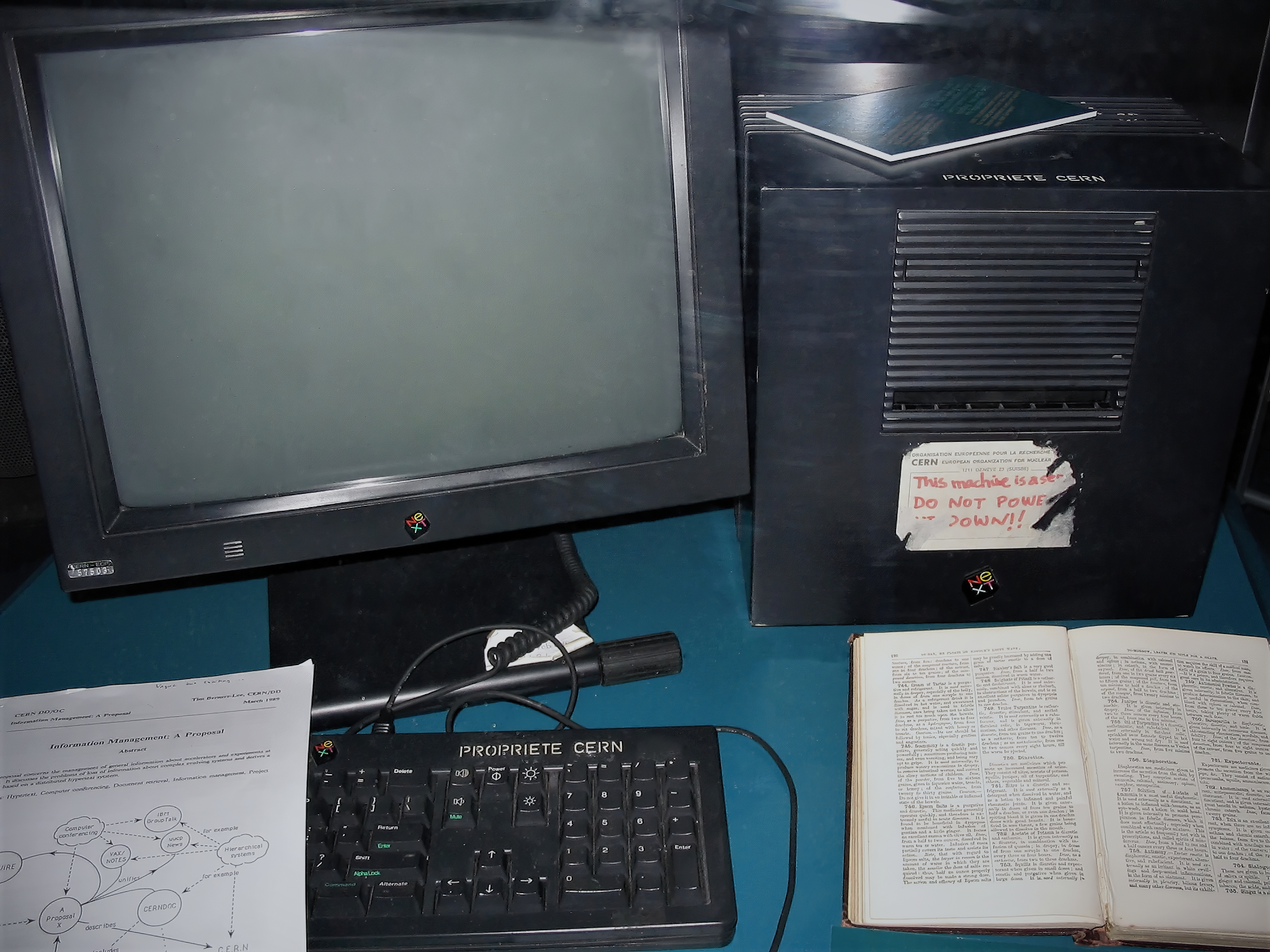
Berners-Lee usó esta NeXTcube en el CERN, y fue el primer servidor web del mundo.

En 1991, Tim Berners-Lee fue el primero en desarrollar una implementación basada en red de concepto de hipertexto. Esto fue después de que Berners-Lee hubiera propuesto repetidamente su idea a las comunidades de hipertexto e Internet en varias conferencias sin acogerse—nadie lo implementaría por él. Trabajando en el CERN, Berners-Lee quería una manera de compartir información sobre su investigación. Liberando su implementación para el uso público, se aseguró que la tecnología se extendería. Posteriormente, Gopher se convirtió en la primera interfaz de hipertexto comúnmente utilizada en Internet. Aunque las opciones del menú Gopher eran ejemplos de hipertexto, éstas no fueron comúnmente percibidas de esta manera. Unos de los primeros populares navegadores web, modelado después de HyperCard, fue ViolaWWW.
Los expertos generalmente están de acuerdo, sin embargo, que el punto decisivo para la World Wide Web comenzó con la introducción de Mosaic en 1993, un navegador web con interfaz gráfica desarrollado por un equipo en el National Center for Supercomputing Applications en la Universidad de Illinois en Urbana-Champaign (NCSA-UIUC), liderado por Marc Andreessen. Los fondos para Mosaic vinieron desde la High-Performance Computing and Communications Initiative, el programa de ayudas High Performance Computing and Communication Act of 1991 iniciado por el entonces senador Al Gore. De hecho, la interfaz gráfica de Mosaic pronto se hizo más popular que Gopher, que en ese momento estaba principalmente basado en texto, y la WWW se convirtió en la interfaz preferida para acceder a Internet.
Mosaic fue finalmente suplantado en 1994 por Netscape Navigator de Andreessen, que reemplazó a Mosaic como el navegador web más popular en el mundo. La competencia de Internet Explorer y una variedad de otros navegadores casi lo ha sustituido completamente. Otro acontecimiento importante celebrado el 11 de enero de 1994, fue The Superhighway Summit en la Sala Royce de la UCLA. Esta fue la «primera conferencia pública que agrupó a todos los principales líderes de la industria, el gobierno y académicos en el campo [y] también comenzó el diálogo nacional sobre la Autopista de la información y sus implicaciones.»

### Encontrando lo que necesitas: El buscador
Incluso antes de la World Wide Web, hubo buscadores que intentaron organizar Internet. El primero de estos fue Archie de la Universidad McGill en 1990, seguido en 1991 por WAIS y Gopher. Los tres sistemas fueron anteriores a la invención de la World Wide Web pero todos continuaron indexando la Web y el resto de Internet durante varios años después de que apareciera la Web. A 2006, aún hay servidores Gopher, aunque hay muchos más servidores web.
A medida que la Web creció, se crearon los buscadores y los directorios web para localizar las páginas en la Web y permitir a las personas encontrar cosas. El primer buscador web completamente de texto fue WebCrawler en 1994. Antes de WebCrawler, solo se podían buscar títulos de páginas web. Otro de los primeros buscadores, Lycos, fue creado en 1993 como un proyecto universitario, y fue el primero en conseguir éxito comercial. Durante los últimos años de 1990, tanto los directorios web como los buscadores web eran populares—Yahoo! (fundado en 1995) y AltaVista (fundado en 1995) fueron los respectivos líderes de la industria.
Por agosto de 2001, el modelo de directorios había comenzado a ceder ante el de buscadores, mostrando el surgimiento de Google (fundado en 1998), que había desarrollado nuevos enfoques para el ordenamiento por relevancia. El modelo de directorios, aunque aún está disponible comúnmente, es menos utilizado que los buscadores.
El tamaño de las bases de datos, que había sido una característica de marketing significativa durante los primeros años de la década de 2000, fue igualmente sustituido por el énfasis en el ordenamiento por relevancia, los métodos con los cuales los buscadores intentan colocar los mejores resultados primero. El ordenamiento por relevancia se convirtió por primera vez en una cuestión importante alrededor de 1996, cuando se hizo evidente que no era práctico revisar listas completas de resultados. Por consiguiente, los algoritmos para el ordenamiento por relevancia se han ido mejorando continuamente. El método PageRank de Google para ordenar los resultados ha recibido la mayoría de la prensa, pero todos los principales buscadores refinan continuamente sus metodologías de ordenamiento con el objetivo de mejorar el orden de los resultados. En 2006, la posición en los buscadores es más importante que nunca, tanto que la industria ha desarrollado («posicionadores en buscadores») para ayudar a los desarrolladores web a mejorar su posición en el buscador, y se ha desarrollado un cuerpo entero de jurisprudencia alrededor de cuestiones que afectan al posicionamiento en los buscadores, como el uso de marcas registradas en metatags. La venta de posiciones en buscadores por algunos buscadores ha creado también controversia entre bibliotecarios y defensores de los consumidores.

### La burbuja .com
El repentino bajo precio para llegar a millones de personas en el mundo, y la posibilidad de vender y saber de la gente a que se vendía en el mismo momento, prometió cambiar el dogma de negocio establecido en la publicidad, las ventas por correo, CRM, y muchas más áreas. La web fue una nueva aplicación rompedora—podía juntar compradores y vendedores sin relación previa de manera fluida y con bajo coste. Los visionarios alrededor del mundo desarrollaron nuevos modelos de negocio, y se dirigieron a su capitalista de riesgo más cercano. Por supuesto una proporción de los nuevos empresarios tenían realmente talento en la administración de empresas y las ventas y crecieron; pero la mayoría eran simplemente gente con ideas, y no gestionaron el influjo de capital prudentemente. Además, muchos planes de negocios .com estaban fundamentados sobre el supuesto que usando Internet, evitarían los canales de distribución de los negocios existentes y por tanto no tendrían que competir con ellos; cuando los negocios establecidos con fuertes marcas desarrollaron su propia presencia en Internet, estas esperanzas fueron destrozadas y remodeladas, y los recién llegados quedaron abandonados en su negocio intentando romper los mercados dominados por negocios más grandes y establecidos. Muchos no tuvieron la capacidad de hacerlo.
La burbuja .com estalló el 10 de marzo de 2000, cuando el índice NASDAQ compuesto fuertemente por valores tecnológicos hizo su máximo en 5048,62 (máximo intradía 5132,52), más del doble de su valor un año anterior. Para 2001, la deflación de la burbuja estaba yendo a toda velocidad. La mayoría de las .com había cerrado el negocio, después de haber quemado todo su capital riesgo, a menudo sin ni siquiera tener un beneficio bruto.

### El futuro
Existe actualmente un debate en torno a si Internet continuará manteniendo las características que ha presentado hasta hoy (en particular su carácter global y abierto). Algunos autores subrayan que desde principios de la década de 2010 los fenómenos ligados a Internet han comenzado a localizarse fuertemente, lo que puede devenir en una pluralidad de redes que poco a poco desplazaría a la red madre unitaria. La historia del Internet ha sido un proceso rico que se caracteriza por su carácter innovador, considerado como un instrumento de enorme importancia para los ciudadanos y el propio gobierno, el Internet ha pasado de un instrumento primeramente utilizado en el ámbito de las universidades para el mundo y ha contribuido significativamente para el desarrollo de todas las otras áreas de las Ciencias.